# Franco Mostert
Francois John Mostert (Welkom, 27 de noviembre de 1990) es un jugador sudafricano de rugby que se desempeña como segunda línea y juega en Honda Heat de la japonesa Japan Rugby League One. Es internacional con los Springboks desde 2016.

## Carrera
Debutó en la Currie Cup con los Blue Bulls en 2012 y fue contratado por los Golden Lions para la temporada siguiente. Resultó gravemente herido en un accidente automovilístico poco después de unirse, lo que lo descartó al menos hasta finales de ese año.

### Super Rugby
Se recuperó por completo del accidente y fue incluido en el equipo de los Lions para el Super Rugby 2014 e hizo su debut en la victoria 21-20 sobre los Cheetahs.

## Selección nacional
Allister Coetzee lo convocó a los Springboks para disputar los test matches de mitad de año 2016 y debutó contra el XV del Trébol. En total lleva 72 partidos jugados y
15 puntos marcados, producto de tres tries.
Mostert fue nombrado en el equipo de Sudáfrica para la Copa Mundial de Rugby de 2019. Sudáfrica ganó el torneo y derrotó a Inglaterra en la final. En 2023 volvió a ser nombrado para la Copa Mundial de Rugby de 2023 que Sudáfrica ganó, derrotando en la final a Nueva Zelanda.

### Participaciones en Copas del Mundo
Rassie Erasmus lo trajo a Japón 2019 como titular indiscutido, pero Lood de Jager terminó ganándose la titularidad. También fue convocado a Francia 2023, que volvió a ganar Sudáfrica.
| Mundial                       | Sede    | Resultado | PJ | Tries |
| ----------------------------- | ------- | --------- | -- | ----- |
| Copa Mundial de Rugby de 2019 | Japón   | Campeón   | 7  | 0     |
| Copa Mundial de Rugby de 2023 | Francia | Campeón   | 6  | 0     |

## Palmarés
- Campeón de The Rugby Championship de 2019.
- Campeón de la Currie Cup de 2015.
- Copa Mundial de Rugby de 2019[3]
- Copa Mundial de Rugby de 2023